# 福岡県立大里高等学校
福岡県立大里高等学校（ふくおかけんりつだいりこうとうがっこう）は、福岡県北九州市門司区藤松2丁目7-1にあった公立の高等学校。福岡県第二学区に属し、門司区全域を通学区域としていた。ソフトテニス部、女子バレーボール部、ラグビー部をはじめとして部活動も非常に盛んであった。特にソフトテニス部は、全国大会にも出場しており、九州大会、福岡県大会の上位常連校であった。
福岡県立門司商業高等学校と統合され福岡県立門司大翔館高等学校となり、2006年度限りで消滅した。校地・校舎は門司大翔館高校に引き継がれている。
以下、閉校時点での情勢を記す。

## 学科
全日制
- 普通科
  - 英語コース - 2003年度限りで新入生を打切。2004年度以降は福岡県立門司大翔館高等学校に移行。

## 校訓
「誠実」「努力」「理性」

## 沿革
- 1962年 開校（門司南高校（矢筈町）より普通科を分離独立）。
- 1963年 第一期生入学。藤松に移転。
- 1966年 第一期生卒業。体育館落成。
- 1970年 全国高等学校ラグビーフットボール大会福岡県代表で出場。
- 1972年 図書館竣工。
- 1974年 大山でスキー実習を実施。
- 1976年 全国高等学校ラグビーフットボール大会福岡県代表で出場。
- 1978年 福岡県の高等学校で初めて、スキー修学旅行を実施。
- 1986年 英語暗唱大会を実施（定例化）。
- 1988年 LL教室完成。
- 1989年 普通科英語コースを設置。ホームステイ研修実施（定例化）。
- 1990年 英語コース、サマーセミナーを実施（定例化）。
- 1998年 福岡放送『ズームイン!!朝!』（NNS系全国ネット）の生放送で校内ドミノを行う。
- 1998年～2000年 平成10・11年度 高等学校教育課程 文部省研究指定校。
- 2001年 中庭竣工。
- 2003年 普通科英語コースの募集停止。
- 2005年 生徒募集全面停止。
- 2007年 閉校。

## 学校行事
- 4月 入学式
- 5月 規律と友情の体験学習（1年）
- 6月 文化祭、クラスマッチ
- 9月 体育大会
- 1月 修学旅行（2年）
- 3月 卒業式

## 部活動
- 体育系
  - ソフトテニス、ラグビー、サッカー、野球、バスケットボール、バレーボール、剣道、弓道、陸上、水泳
- 文化系
  - 音楽、茶道、写真・広報、放送、英会話

## 著名な出身者
- 小浦一優（芋洗坂係長）（お笑い芸人／テンション）

## 著名な教員
- 吉田信啓（英語教諭・ペトログラフ）

## 交通
- JR九州門司駅より西鉄バスを利用。大里高校前バス停で下車して徒歩1分。